# Cathédrale Saint-Michel de Qingdao
Pour les articles homonymes, voir Cathédrale Saint-Michel.
La cathédrale Saint-Michel (allemand : Kathedrale St. Michael; chinois simplifié : 圣弥爱尔大教堂 ; pinyin : Shèng Míàiěr Dàjiàotáng) est une cathédrale catholique, siège du diocèse de Qingdao, à Qingdao (autrefois : Tsingtao), dans la province du Shandong, en Chine, bâtie par les missionnaires allemands. Elle est située dans l'ancien quartier allemand du district de Shinan, au 15 rue Zhejiang (ancienne Bremen Straße).

## Historique
La cathédrale Saint-Michel de Qingdao a été construite de 1932 à 1934 par l'architecte allemand Arthur Bialucha, pour les pères allemands du Verbe-Divin. Elle remplace leur ancienne église construite en 1902 à l'époque de la concession allemande de la baie de Kiao-Tchéou (Kiautschou, en allemand, aujourd'hui Jiangzhou).

### Présence allemande
La présence des missionnaires du Verbe-Divin date des années 1880 dans la péninsule de Shandong (Chantoung en français d'alors) et le meurtre de deux d'entre eux en 1897 est le prétexte invoqué pour l'établissement de la concession à bail accordée par l'empire chinois en 1898, alors que les Anglais s'établissent à Hong Kong et à Port-Edwards, les Russes quelques mois plus tard à Port-Arthur, et les Français à Fort Bayard.

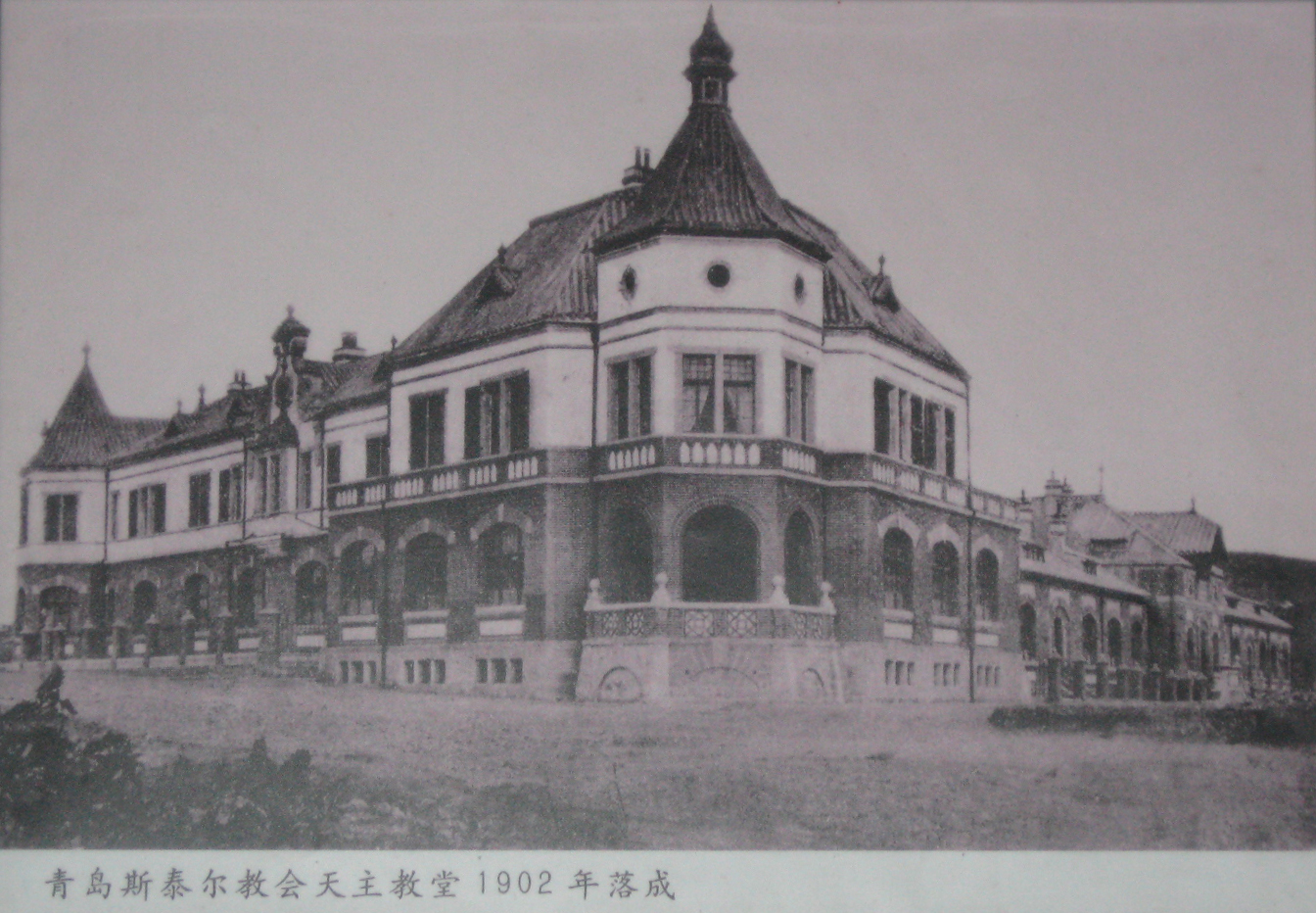
Bâtiment de la mission des prêtres du Verbe Divin à Tsingtau, nouvellement construit en 1902

Le bail est signé au printemps 1898 pour une période de quatre-vingt-dix-neuf ans et comprend une zone à l'entrée de la baie de 552 km2, à l'exception de la ville même de Kiao-Tchéou au fond de la baie. Le petit village de Tsingtao (Tsingtau en allemand) est déplacé à l'est et les Allemands, surtout sous l'impulsion du gouverneur-général Oskar von Truppel, construisent une ville-modèle (Musterkolonie) en style néo-germanique dont beaucoup d'éléments subsistent encore. Le protectorat comprend le plus grand nombre d'établissements d'enseignement per capita dans la Chine d'alors, souvent tenus par des missionnaires luthériens ou catholiques. Les investissements sont drainés par la Deutsch-Asiatische Bank, et les Allemands construisent une ligne de chemin de fer jusqu'à Tsinan et exploitent les mines de charbon. Le port, quant à lui, devient la base navale de l'escadre d'Extrême-Orient de la Kaiserliche Marine. 
Les missionnaires de la Societas Verbi Divini, ou pères de Steyl selon leur appellation commune, ont fondé leur première mission dans la péninsule en 1882 dans une province qui comprenait dix millions d'habitants et 158 catholiques. En 1906-1907, la mission de la province comptait 35 578 catholiques, 36 367 catéchumènes, un séminaire, 46 prêtres européens et 12 prêtres chinois. Elle dépendait du vicariat apostolique de la province administré par les franciscains italiens. Les missions catholiques progressaient lentement dans la province dans les années 1880 à cause du manque de moyens surtout dans la partie méridionale, aussi les franciscains laissent la place aux prêtres de Steyl, en 1885, qui fondent un nouveau vicariat apostolique du Sud du Shandong, le nord restant aux Italiens. Le premier vicaire apostolique, Johann Baptist von Anzer, svb, s'installe à Yang-Tchéou (aujourd'hui Yanzhou), jusqu'au 24 novembre 1903. Les prêtres de Steyl s'installent dans une salle à Tsingtau en 1899 et construisent leur maison en 1902.

### Construction

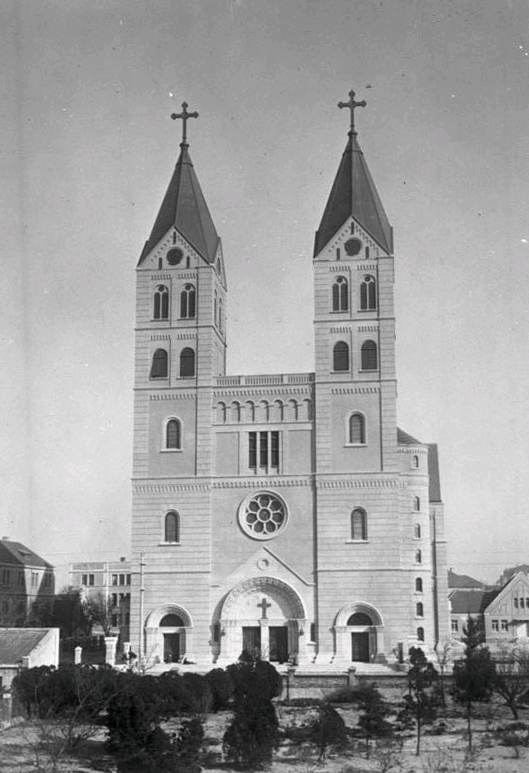
La cathédrale en 1935

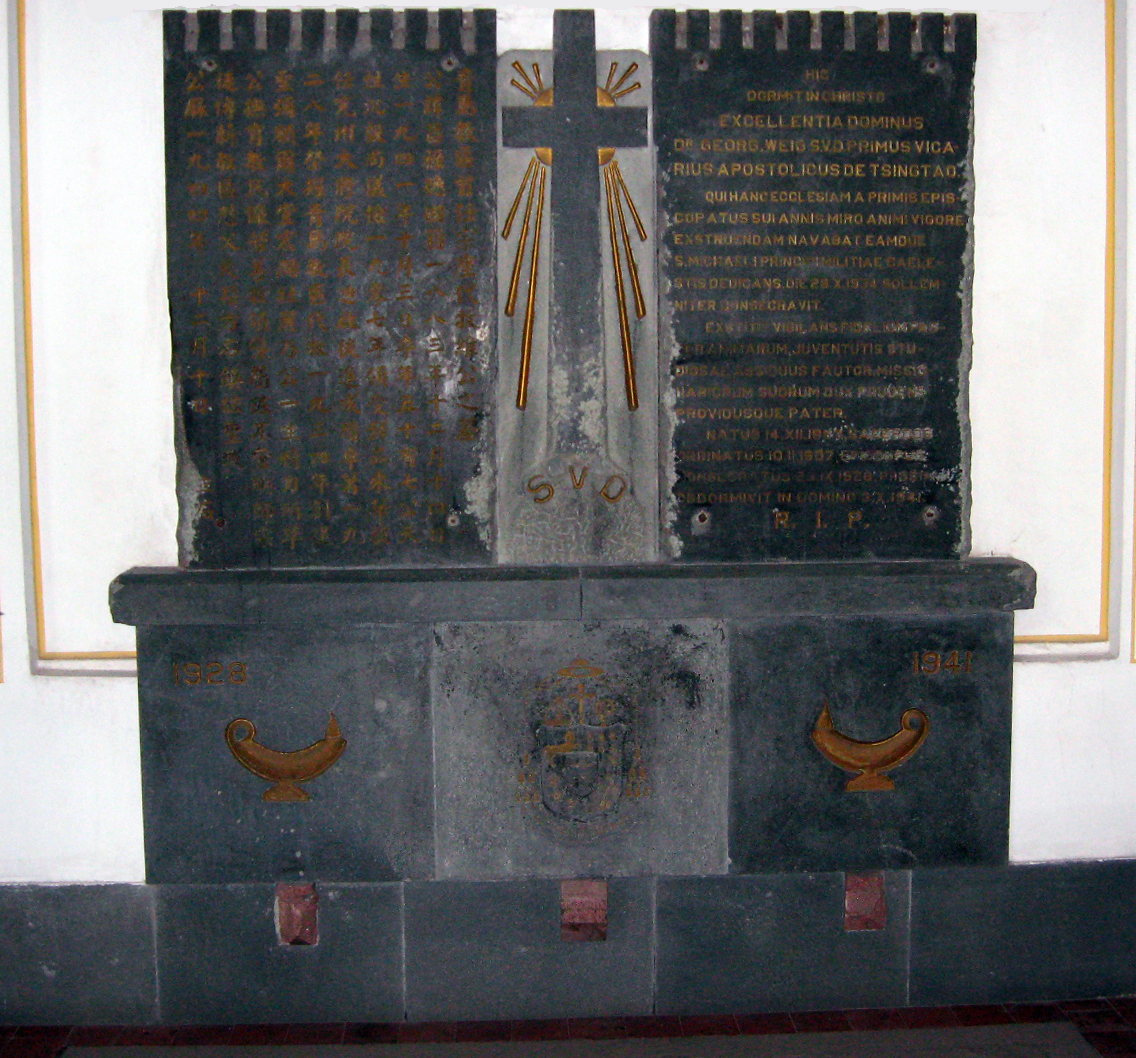
Tombe de Georg Weig

Johann Anzer nomme Franz Bartels curé de Tsingtau en 1899. Il s'installe d'abord dans une salle attenante à un ancien temple taoïste avec une chapelle provisoire et construit une nouvelle mission avec une imprimerie et une chapelle qui est prête en 1902, pour accueillir les fidèles européens et en particulier les soldats, pour ceux qui étaient catholiques, du 3e bataillon d'infanterie de marine, commandés par le major Kopka von Lossow, qui avaient l'ordre de s'y rendre tous les dimanches. La mission est transformée en école en 1922 du temps de la république de Chine et existe toujours. Juste à côté sur la même colline, les franciscaines ouvrent leur couvent du Saint-Esprit qui sert d'école de filles et d'infirmerie. Le nouveau vicaire apostolique, Augustin Henninghaus, commande des plans pour une nouvelle église néogothique, mais le projet est arrêté à cause de la fin de la concession allemande, après le siège de la ville qui capitule, le 7 novembre 1914, devant les troupes japonaises. Après l'occupation japonaise, la ville retourne à la république de Chine en décembre 1922 et le vicarariat apostolique est renommé vicariat de Yangzhoufu. La préfecture apostolique de Tsingtao (ex-Tsingtau) est créée le 22 février 1925 et Georg Weig, svd, en prend la tête, le 18 mars de la même année. La préfecture est élevée en vicariat apostolique, le 14 juin 1928 et il est décidé de reprendre les projets de construction. Les anciens plans sont abandonnés à cause du dynamisme démographique de la ville, et le P. Alfred Fräber dessine les plans d'une église néoromane. La construction démarre le 5 mai 1931, sous la direction du frère Theophorus Kleemann, svd, mais qui tombe malade et meurt le 12 septembre 1931. Il est remplacé par un architecte allemand, Arthur Bialucha, habitant à Tsingtao qui avait déjà construit des édifices pour les prêtres de Steyl dans la région. Cependant les travaux sont interrompus après l'arrivée au pouvoir en 1933 du chancelier Hitler qui interdit le transfert de fonds hors d'Allemagne. le vicariat prend donc à sa charge entière le reste des travaux à l'économie. La nouvelle cathédrale est consacrée, le 28 octobre 1934, et vouée à saint Michel Archange.
Ses deux tours sont de style néo-roman. C'est la cathédrale la plus haute d'Extrême-Orient. La cathédrale de Qingdao (transcription actuelle) évoque les édifices religieux romans de Rhénanie (Allemagne) des XIe et XIIe siècles, comme l'ancienne collégiale Saint-Barthélemy de Liège, dans l'ancienne principauté de Liège (aujourd'hui en Belgique). Georg Weig y est enterré dans la crypte.

### 1938-1949

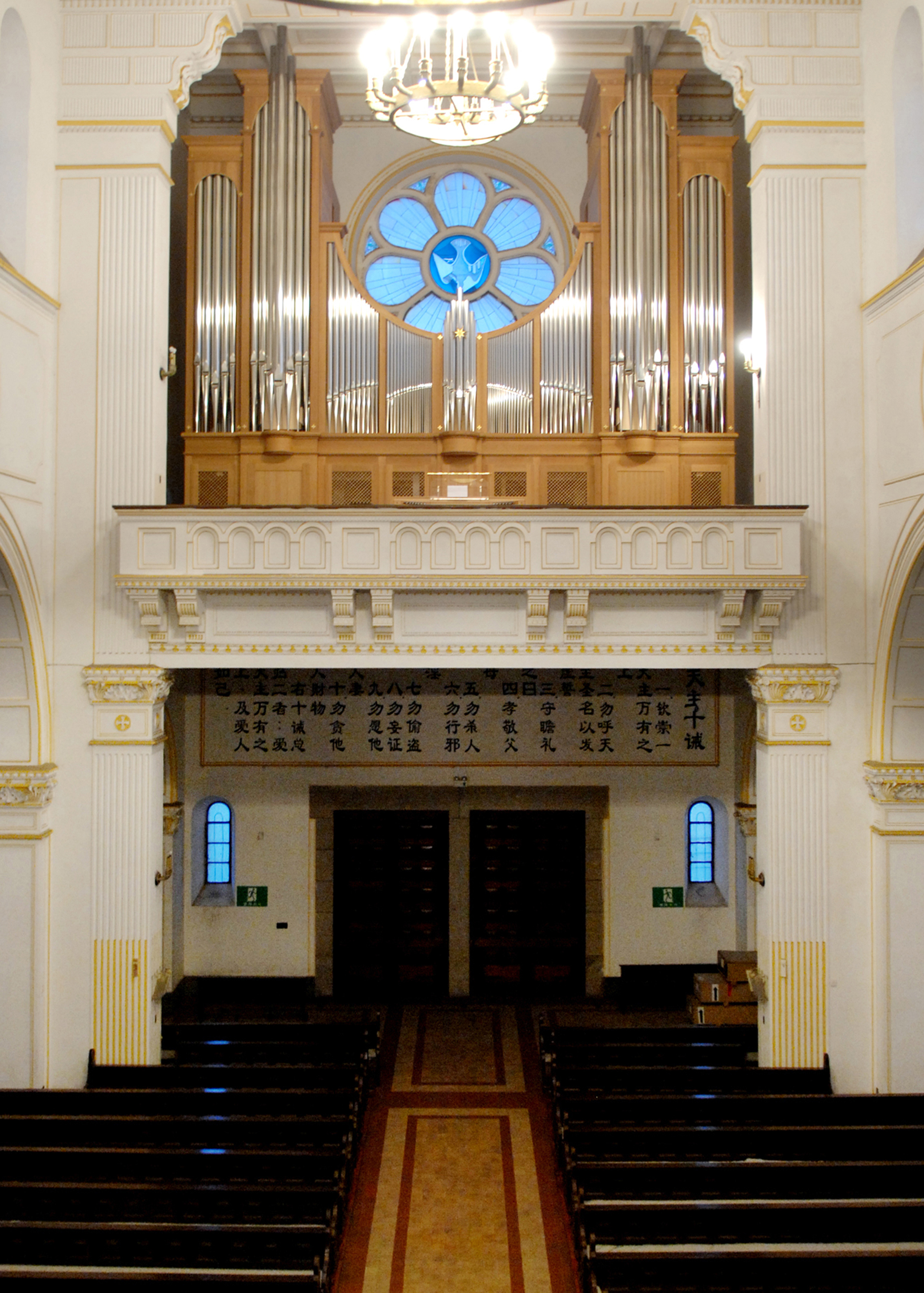
Les grandes orgues aujourd'hui

Les Japonais occupent à nouveau Tsingtao en janvier 1938. Un évêque chinois,  Thomas Tien Ken-sin, est nommé nouveau vicaire apostolique de Tsingtao, en 1942, sous le pontificat de Pie XII, succédant à Georg Weig mort quelques mois plus tôt. Les Japonais font placer un grand écriteau au-dessus des portes de la cathédrale avec la mention: Sous l'autorité de l'armée japonaise. Les Japonais se rendent le 15 août 1945 aux forces alliées et quittent Tsingtao en septembre, aussitôt remplacés par le Kuomintang. L'année suivante, pour marquer son intérêt à la question chinoise, Pie XII élève Tien au cardinalat, qui est devenu entretemps archevêque de Pékin. Il devient ainsi le premier cardinal chinois de l'histoire et le seul à ce jour issu des rangs de la société du Verbe-Divin.
Le vicariat apostolique est élevé au statut de diocèse, le 11 avril 1946, alors que le nouveau cardinal était encore à Rome. Il est accueilli avec enthousiasme à son retour et reçu officiellement, le 27 mai 1946, par les autorités de la province, tandis qu'un orchestre militaire de la 7e flotte de la US Navy, qui était stationnée à Tsingtao à l'époque, joue devant les portes de la cathédrale à son entrée.
Cependant les tensions augmentent avec la montée du communisme. Les missionnaires, pendant cette période de 1946 à 1949, connaissent de graves difficultés. Ainsi Augustin Olbert écrit alors:
« Les rouges ne faiblissent pas et seront sûrement victorieux. Presque toute la province est entre leurs mains. Pour l'instant, ils donnent le change, mais lorsqu'ils seront installés, ils montreront les dents sans aucun doute, comme ils le font dans certaines régions. Nous affrontons l'avenir avec beaucoup d'angoisse. La plupart des missionnaires sont convaincus, qu'une fois au pouvoir, ils nous expulseront tous. »
Olbert devient évêque de Tsingtao deux ans plus tard.
L'Armée populaire de libération s'empare de Tsingtao le 2 juin 1949. Thomas Tien Ken-sin s'était déjà enfui de Pékin à Taïwan avec le gouvernement du Kuomintang.

### 1949-1976 sous Mao
L'idéologie communiste combinée avec le nationalisme chinois éradique d'emblée toute présence occidentale qualifiée de bourgeoise, impérialiste et capitaliste. Cela atteint un sommet pendant la guerre de Corée (1950-1953) et toute personne suspectée est passible de mort. Les missionnaires qui ne quittent pas le pays immédiatement sont emprisonnés en camp ou exécutés. Augustin Olbert, est arrêté au début de 1951, fait vingt-deux mois de prison et réussit à se faire expulser en Allemagne, où il meurt en 1964. La cathédrale est fermée. Les prêtres chinois du diocèse sont emprisonnés en camp, comme le futur évêque Li Mingshu qui reste aux travaux forcés, jusqu'en 1968. La répression s'intensifie en 1955, ce qui force l'Église chinoise à devenir souterraine, tandis qu'une association patriotique créée par le pouvoir voit le jour pour administrer les anciens diocèses catholiques. Celui de Tsingtao (aujourd'hui Qingdao) reste vacant pendant vingt-cinq ans et est administré à partir de 1988, sans le consentement du Saint-Siège, par un nouvel évêque (issu des franciscains) de l'association séparée de Rome. 
La cathédrale est vandalisée entre 1966 et 1971, au début de la révolution culturelle. Deux gardes rouges tombent du toit, après avoir ôté les croix des tours, et s'écrasent aux pieds des émeutiers. Les orgues sont détruites et le mobilier disparaît.

## Restauration

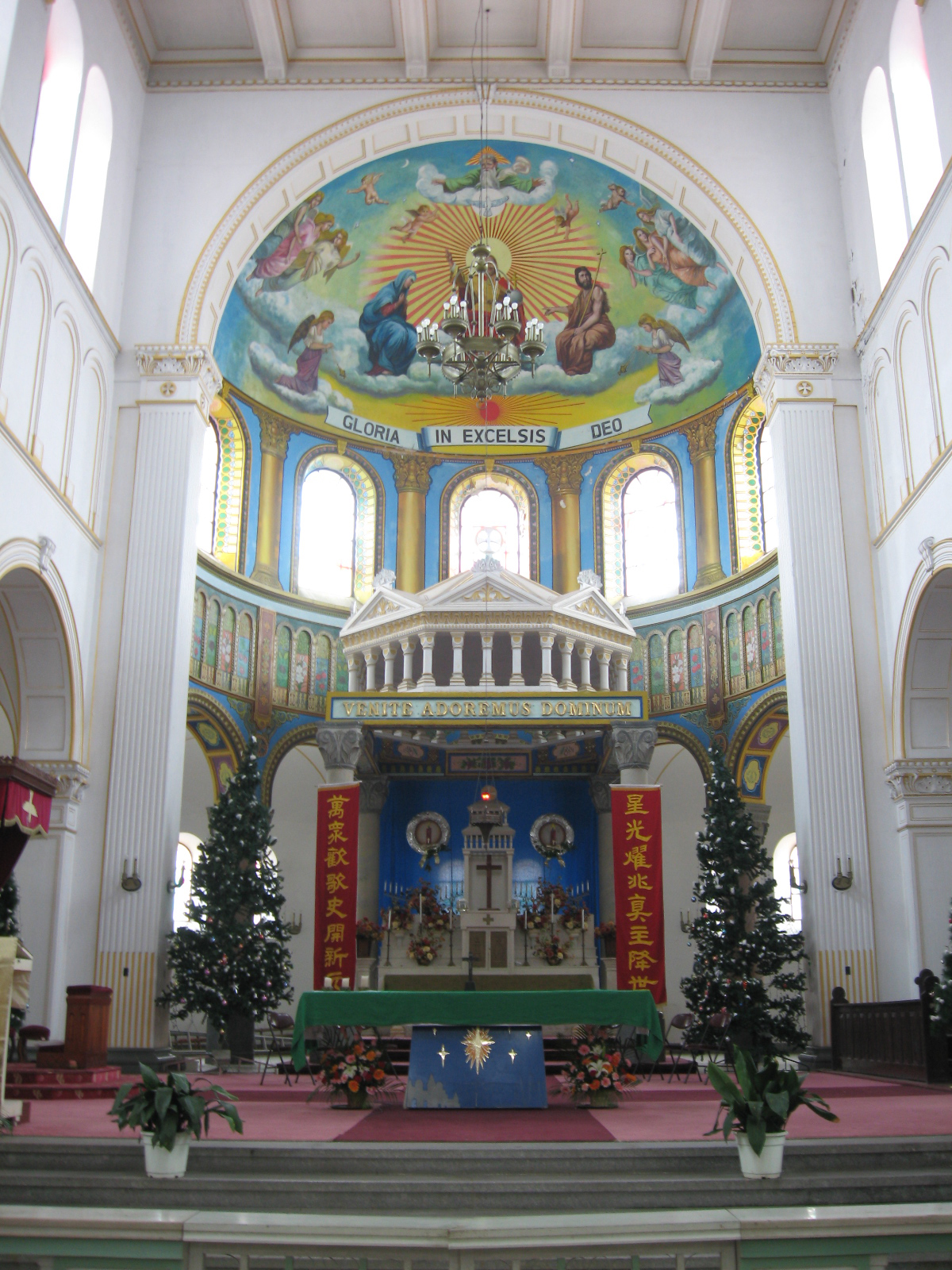
Vue du maître-autel pendant les fêtes de Noël

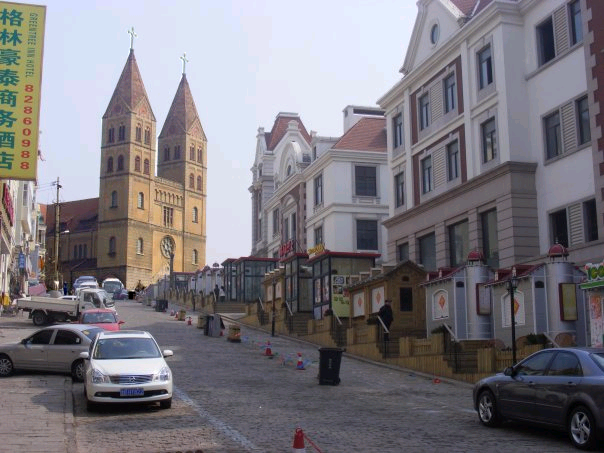
La cathédrale Saint-Michel dans son environnement urbain

Le gouvernement communiste chinois adopte dans les années 1980 une attitude différente en mettant en place l'association patriotique, et en cessant les persécutions frontales pour ceux qui veulent y collaborer. C'est le IVe plénum du comité central du onzième congrès du parti communiste chinois de septembre 1979 qui donne le coup d'envoi à cette nouvelle politique et met définitivement fin à la révolution culturelle, catastrophe pour la Chine, selon les dignitaires du parti, tout en reconnaissant les mérites de Mao.
La cathédrale est restaurée aux frais de l'État et rouvre en avril 1981, pour des cérémonies qui doivent rester privées. Ce n'est qu'en mai 1999 qu'elle est ouverte au public en dehors des messes. C'est un monument provincial protégé depuis 1992.
Joseph Li Mingshu, qui avait eu le droit d'enseigner dans un séminaire de Jinan en 1985, devient évêque de Qingdao en 2000.